# Obiettivi di sviluppo del Millennio

Gli Obiettivi di Sviluppo del Millennio sono una iniziativa delle Nazioni Unite

Gli obiettivi di sviluppo del millennio (OSM) (Millennium Development Goals o MDG, o più  semplicemente "Obiettivi del Millennio") delle Nazioni Unite sono otto obiettivi che tutti i 193 stati membri dell'ONU si sono impegnati a raggiungere per l'anno 2015. La Dichiarazione del Millennio delle Nazioni Unite, firmata nel settembre del 2000, impegna gli stati a: 
1. sradicare la povertà estrema e la fame nel mondo
2. rendere universale l'istruzione primaria
3. promuovere la parità dei sessi e l'autonomia delle donne
4. ridurre la mortalità infantile
5. migliorare la salute materna
6. combattere l'HIV/AIDS, la malaria e altre malattie
7. garantire la sostenibilità ambientale
8. sviluppare un partenariato mondiale per lo sviluppo

Ciascuno degli obiettivi ha specifici target dichiarati e date precise per il raggiungimento degli stessi. Per accelerare i progressi, i ministri delle Finanze dei paesi del G8 hanno deciso nel giugno 2005 di fornire fondi sufficienti alla Banca Mondiale, al Fondo monetario internazionale (FMI) e alla Banca africana di sviluppo (ADB) per annullare di un ulteriore 40-55000000000 $ il debito da parte dei Paesi poveri fortemente indebitati (HIPC) per consentir loro di destinare nuove risorse ai programmi sociali per migliorare la salute e l'istruzione e per alleviare la povertà.
Il dibattito riguardo all'adozione degli MDG è stato incentrato sulla mancanza di analisi e giustificazione dietro gli obiettivi scelti, la difficoltà o la mancanza di misure per alcuni degli obiettivi e l'avanzamento irregolare verso il raggiungimento degli stessi. Sebbene gli aiuti dei paesi sviluppati per raggiungere gli OSM sono in crescita negli ultimi anni, più della metà degli aiuti è rivolta verso la cancellazione del debito dovuto da parte dei paesi poveri, il denaro rimanente viene versato in caso di catastrofi naturali e aiuti militari, che non creano ulteriore sviluppo.
I progressi verso il raggiungimento degli obiettivi non sono stati uniformi. Alcuni paesi hanno raggiunto molti degli obiettivi, mentre altri non sono sulla buona strada per realizzare neanche uno qualsiasi. La conferenza delle Nazioni Unite del settembre 2010 ha esaminato i progressi compiuti fino ad oggi e ha terminato i lavori con l'adozione di un piano d'azione globale per raggiungere gli otto obiettivi di lotta alla povertà fissando il 2015 come data ultima stabilita. Ci sono stati anche nuovi impegni che prefiggono il miglioramento della salute di donne e bambini, e nuove iniziative nella lotta mondiale contro la povertà, la fame e le malattie.
Tra le Organizzazioni volte a conseguimento di tali obiettivi, vi sono la Campagna del Millennio delle Nazioni Unite, Millennium Promise Alliance, il Progetto Povertà Globale, The Micah Challenge, 8 Visions of Hope, il video channel "8 gol x 8 Millennium Development Goals" poi  21 Videos about 21 MDGs Targets using Arcade C64 videogames e il progetto Gioventù in Azione "Cartoons in Action" Archiviato il 2 novembre 2013 in Internet Archive.

## Obiettivo

### 1. Sradicare la povertà estrema
- 1.A) Ridurre della metà, fra il 1990 e il 2015, la percentuale di popolazione che vive in condizione di povertà estrema (con 1.25 $ al giorno).
- 1.B) Garantire una piena e produttiva occupazione e un lavoro dignitoso per tutti, compresi donne e giovani.
- 1.C) Ridurre della metà, fra il 1990 e il 2015, la percentuale di popolazione che soffre la fame.

### 2. Rendere universale l'istruzione primaria
- 2.A) Assicurare che, entro il 2015, tutti i ragazzi, sia maschi che femmine, possano terminare un ciclo completo di scuola primaria.

### 3. Promuovere la parità dei sessi e l'autonomia delle donne
- 3.A) Eliminare la disparità dei sessi nell'insegnamento primario e secondario preferibilmente per il 2005, e per tutti i livelli di insegnamento entro il 2015.

### 4. Ridurre la mortalità infantile
- 4.A) Ridurre di due terzi, fra il 1990 e il 2015, la mortalità dei bambini al di sotto dei cinque anni.

### 5. Migliorare la salute materna
- 5.A) Ridurre di tre quarti, fra il 1990 e il 2015, il tasso di mortalità materna.
- 5.B) Rendere possibile, entro il 2015, l'accesso universale ai sistemi di salute riproduttiva.

### 6. Combattere l'HIV/AIDS, la malaria ed altre malattie
- 6.A) Bloccare la propagazione dell'HIV/AIDS entro il 2015 e cominciare a invertirne la tendenza attuale.
- 6.B) Garantire entro il 2010 l'accesso universale alle cure contro l'HIV/AIDS a tutti coloro che ne abbiano bisogno.
- 6.C) Bloccare entro il 2015 l'incidenza della malaria e di altre malattie importanti e cominciare a invertirne la tendenza attuale.

### 7. Garantire la sostenibilità ambientale
- 7.A) Integrare i principi di sviluppo sostenibile nelle politiche e nei programmi dei paesi; invertire la tendenza attuale nella perdita di risorse ambientali.
- 7.B) Ridurre il processo di annullamento della biodiversità raggiungendo, entro il 2010, una riduzione significativa del fenomeno.
- 7.C) Ridurre della metà, entro il 2015, la percentuale di popolazione senza un accesso sostenibile all'acqua potabile e agli impianti igienici di base.
- 7.D) Ottenere un miglioramento significativo della vita di almeno 100 milioni di abitanti delle baraccopoli entro l'anno 2020.

### 8. Sviluppare un partenariato mondiale per lo sviluppo sostenibile
- 8.A) Sviluppare al massimo un sistema commerciale e finanziario che sia fondato su regole, prevedibile e non discriminatorio. Esso deve includere l'impegno in favore di una buona gestione, dello sviluppo e della riduzione della povertà sia a livello nazionale che internazionale.
- 8.B) Tenere conto dei bisogni speciali dei paesi meno sviluppati. Questo include l'ammissione senza dazi e vincoli di quantità per le esportazioni di questi paesi, potenziamento dei programmi di alleggerimento dei debiti per i paesi poveri fortemente indebitati, cancellazione del debito bilaterale ufficiale, e una più generosa assistenza ufficiale allo sviluppo per quei paesi impegnati nella riduzione della povertà.
- 8.C) Rivolgersi ai bisogni speciali degli Stati senza accesso al mare e dei piccoli Stati insulari in via di sviluppo (tramite il Programma di Azione per lo Sviluppo Sostenibile dei Piccoli Paesi Insulari in Via di Sviluppo e le conclusioni della ventiduesima sessione speciale dell'Assemblea Generale).
- 8.D) Occuparsi in maniera globale del problema del debito dei paesi in via di sviluppo attraverso misure nazionali ed internazionali tali da rendere il debito stesso sostenibile nel lungo termine.
- 8.E) In cooperazione con le aziende farmaceutiche, rendere le medicine essenziali disponibili ed economicamente accessibili nei paesi in via di sviluppo.
- 8.F) In cooperazione con il settore privato, rendere disponibili i benefici delle nuove tecnologie, specialmente quelle inerenti all'informazione e la comunicazione.

## Indicatori ufficiali

### Obiettivo 1.A
- 1.1) Percentuale della popolazione che vive con meno di un dollaro (a parità di potere d'acquisto) al giorno.
- 1.2) Indice del gap di povertà.
- 1.3) Porzione del consumo nazionale da parte del quintile più povero della popolazione.

### Obiettivo 1.B
- 1.4) Crescita del PIL (Prodotto Interno Lordo) per occupato.
- 1.5) Percentuale di occupati in rapporto alla popolazione.
- 1.6) Percentuale di occupati che vivono con meno di un dollaro (a parità di potere d'acquisto) al giorno.
- 1.7) Percentuale di lavoratori autonomi[3] e di occupati in attività a conduzione familiare sul totale degli occupati.

### Obiettivo 1.C
- 1.8) Percentuale di bambini sottopeso sotto i cinque anni di età.
- 1.9) Percentuale della popolazione sotto il livello minimo di apporto calorico.

### Obiettivo 2.A
- 2.1) Tasso di iscrizione netto alla scuola primaria.
- 2.2) Percentuale di alunni che arrivano alla fine della scuola primaria.
- 2.3) Tasso di alfabetismo di ragazzi e ragazze tra i 15 e i 24 anni.

### Obiettivo 3.A
- 3.1) Rapporto ragazze/i iscritti alla scuola primaria, secondaria e terziaria.
- 3.2) Proporzione di donne impiegate nel settore non-agricolo.
- 3.3) Percentuale di seggi tenuti da donne nel parlamento nazionale.

### Obiettivo 4.A
- 4.1) Tasso di mortalità per i bambini al di sotto dei cinque anni.
- 4.2) Tasso di mortalità infantile.
- 4.3) Percentuale di bambini sotto l'anno di età vaccinati contro il morbillo.

### Obiettivo 5.A
- 5.1) Tasso di mortalità materna.
- 5.2) Percentuale di nascite seguite da personale medico preparato.

### Obiettivo 5.B
- 5.3) Indice di diffusione dei metodi di contraccezione.
- 5.4) Tasso di maternità giovanile.
- 5.5) Tasso di assistenza medica pre-parto (almeno una visita e almeno quattro visite).
- 5.6) Tasso di assenza dei requisiti per la pianificazione familiare.

### Obiettivo 6.A
- 6.1) Prevalenza dell'HIV fra la popolazione di età compresa tra i 15 e i 24 anni.
- 6.2) Utilizzo del preservativo nell'ultimo rapporto sessuale a rischio.
- 6.3) Percentuale della popolazione di età compresa tra i 15 e i 24 anni con una conoscenza corretta ed esaustiva dell'HIV e dell'AIDS.
- 6.4) Rapporto fra alunni orfani e non orfani di età compresa tra i 10 e i 14 anni.

### Obiettivo 6.B
- 6.5) Percentuale della popolazione affetta da HIV con accesso ai farmaci antiretrovirali

### Obiettivo 6.C
- 6.6) Percentuale e tasso di morte associato alla malaria
- 6.7) Percentuale di bambini sotto i 5 anni che dormono sotto reti da letto trattate con insetticidi
- 6.8) Percentuale di bambini sono i 5 anni con febbre curati con appropriati farmaci anti malaria
- 6.9) Incidenza, prevalenza e tasso di morte associata a tubercolosi
- 6.10) Percentuale di casi di tubercolosi identificati e curati sotto DOTS (trattamento di breve durata sotto sorveglianza diretta)

### Obiettivo 7.A
- 7.1) Integrare i principi dello sviluppo sostenibile nelle politiche e nei programmi dei paesi, contrastare la perdita di risorse ambientali

### Obiettivo 7.B
- 7.2)  Percentuale di superficie coperta da foreste
- 7.3)  Emissioni di CO2, per un totale, pro capite e per $ 1 PIL (PPP)
- 7.4)  Consumo di sostanze che comportano relativa riduzione dell'ozono
- 7.5)  Percentuale degli stock ittici entro la limiti di sicurezza biologica riproduttiva della specie
- 7.6)  Percentuale del totale di risorse idriche consumate
- 7.7) Percentuale di aree terrestri e marine protette
- 7.8) Percentuale di specie minacciate di estinzione

### Obiettivo 7.C
- 7.9) Percentuale di popolazione con accesso sostenibile a una fonte idrica di acqua potabile, urbana e rurale
- 7.10) Percentuale della popolazione urbana con accesso a servizi igienici adeguati

### Obiettivo 7.D
- 7.11) Percentuale di popolazione che vive nelle baraccopoli urbane

### Obiettivo 8.A
- 8.1) Comprende l'impegno di buon governo, sviluppo e riduzione della povertà - sia a livello nazionale e internazionale

### Obiettivo 8.B
- 8.2) Include: accesso libero o tariffario di contingenti per le esportazioni dei paesi meno sviluppati, riduzione del debito per l'iniziativa del programma HIPC e la cancellazione del debito bilaterale ufficiale, e più generosi aiuti pubblici allo sviluppo per i paesi impegnati nella riduzione della povertà

### Obiettivo 8.C
- 8.3) Attraverso il Programma d'azione per lo sviluppo sostenibile dei piccoli Stati Insulari in via di Sviluppo e i risultati del ventiduesima sessione speciale dell'Assemblea Generale

### Obiettivo 8.D
- 8.4) Alcuni degli indicatori elencati di seguito sono monitorati separatamente per i paesi meno sviluppati (LDC), l'Africa, regioni precluse allo sviluppo e piccoli paesi insulari in via di sviluppo.
- 8.5) Aiuto pubblico allo sviluppo (ODA):

Rete ODA, PMS totale e percentuale del PIL OCSE / DAC dei paesi donatori
Percentuale del totale di settore allocabile ODA di OCSE / DAC dei paesi donatori a servizi sociali di base (istruzione di base, assistenza sanitaria di base, nutrizione, acqua potabile e servizi igienici)
Percentuale dell'APD bilaterale di OCSE / DAC dei paesi donatori che si svincolano
ODA ricevuti dai paesi preclusi allo sviluppo, come parte dei loro GNIS
ODA ricevuti in piccoli Stati insulari in via di sviluppo come parte dei loro GNIS
- 8.6) Accesso al mercato:

Percentuale delle importazioni dei paesi sviluppati (in base al valore ad esclusione delle armi) provenienti da Paesi in via di sviluppo e da paesi meno sviluppati, in esenzione dai dazi doganali
Tariffe medie imposte dai paesi sviluppati sui prodotti agricoli, tessili e di abbigliamento da paesi in via di sviluppo
Una stima del supporto agricolo per i paesi OCSE PIL come percentuale della loro GDP
Proporzione dell'ODA fornita per aiutarli a costruire una propria capacità commerciale
- 8.7) Sostenibilità del debito:

Numero totale di paesi che hanno raggiunto i loro punti di aspettativa HIPC e di quelli che hanno raggiunto i loro punti di completamento HIPC (cumulativo)
La riduzione del debito nell'ambito dell'iniziativa HIPC, utilizzo del debito per quanto riguarda la percentuale delle esportazioni di beni e servizi

### Obiettivo 8.E
- 8.8) Percentuale di popolazione con accesso a farmaci essenziali a prezzi accessibili su una base sostenibile

### Obiettivo 8.F
- 8.9)  Le linee telefoniche e abbonati a reti cellulari per 100 abitanti
- 8.10) Personal computer in uso per 100 abitanti
- 8.11) Utenti Internet ogni 100 abitanti